# 碰撞理论
碰撞学说由德國的Max Trautz及英國的William Lewis在1916年及1918年分別提出，解釋化學反應如何發生，以及不同的反應為何會有不同的速率。
碰撞學說指出，當反應物的分子互相碰撞。只有一小部分的碰撞能導致可觀察到的化學改變，這些碰撞被稱爲有效碰撞(effective collision)，在碰撞時必須有充足的能量 （活化能），才能拆掉現有的化學鍵並建立新的化學鍵，從而製造生成物。

## 碰撞
反应物粒子必须接近而碰撞，反应才有可能发生。

## 有效碰撞
有效碰撞指发生了反应的碰撞。满足有效碰撞的条件：
1. 能量：足够的动能（至少要等于活化能）。
2. 方向：方向要正确。